# Gnoll
Gnolle – stworzenia fantastyczne, pierwotnie opisane jako skrzyżowanie gnoma z trollem (stąd nazwa). W wielu utworach fantasy gnolle przejęły cechy „hienołaka” (likantropa przemieniającego się w hienę) z afrykańskiego folkloru.
Po raz pierwszy pojawiają się w zbiorze opowiadań The Book of Wonder (1912) Lorda Dunsany’ego. Zostały zaadaptowane na potrzeby gry fabularnej Dungeons & Dragons. Występują też m.in. w Świecie Dysku i grach komputerowych (m.in. w Warcraft III oraz serii Heroes of Might and Magic). Według opisu z Dungeons & Dragons, gnolle są wysokimi kudłatymi humanoidami o pyskach hien i podobnych tym zwierzętom charakterach. Żyją zorganizowane w niewielkie plemiona, często sprzymierzając się z innymi złymi stworzeniami, takimi jak gobliny lub ogry, by wspólnie napadać na wioski i osiedla.
W Świecie Dysku gnolle są małe i brudne (porasta je trawa i grzyby). Działają jako czyściciele ulic w miastach takich jak Ankh-Morpork.